# Sárgatorkú bülbül
A sárgatorkú bülbül (Atimastillas flavicollis) a verébalakúak (Passeriformes) rendjébe, ezen belül a bülbülfélék (Pycnonotidae) családjába és az Atimastillas nembe tartozó egyedüli faj.

## Rendszerezése
A fajt William John Swainson angol ornitológus írta le 1837-ben, a Haematornis nembe Haematornis flavicollis néven. Sorolták a Chlorocichla nembe Chlorocichla flavicollis néven is.

## Alfajok
- Atimastillas flavicollis flavicollis (Swainson, 1837) – Szenegáltól és délnyugat-Malitól Nigériágig, észak-Kamerunig, északnyugat-Közép-afrikai Köztársaságig, Sierra Leonéig, észak-Elefántcsontpartig, délkelet-Ghánáig, dél-Beninig;
- Atimastillas flavicollis sorror (Neumann, 1914) – északközép-Kameruntól dél-Közép-afrikai Köztársaságig, délnyugat-Dél-Szudánig, a Kongói Köztársaságig és közép-Kongói Demokratikus Köztársaságig, középnyugat-Etiópia;
- Atimastillas flavicollis flavigula (Cabanis, 1880) – Angola, délkelet- és kelet-Kongói Demokratikus Köztársaság, Uganda, nyugat-Kenya, nyugat-Tanzánia.

## Előfordulása
Benin, Bissau-Guinea, Burkina Faso, Elefántcsontpart, Gambia, Ghána, Guinea, Kamerun, a Közép-afrikai Köztársaság, Mali, Nigéria, Sierra Leone, Szenegál és Togo területén honos.
Természetes élőhelyei a szubtrópusi és trópusi, síkvidéki esőerdők, szavannák és cserjések, folyók és patakok környékén, valamint ültetvények, szántóföldek és vidéki kertek. Állandó, nem vonuló faj.

## Megjelenése
Testhossza 22 centiméter testtömege 37-60 gramm.

## Életmódja
Gyümölcsökkel és rovarokkal táplálkozik.

## Természetvédelmi helyzete
Az elterjedési területe rendkívül, egyedszáma pedi stabil. A Természetvédelmi Világszövetség Vörös listáján nem fenyegetett fajként szerepel.